# Erica pyramidalis
Erica pyramidalis (укр. Пірамідальний верес) — рослина з роду Еріка родини Вересові. Рослина вважається ендеміком міста Кейптаун та Капської провінції, Південна Африка. Рідним ареалом цього виду є субтропічний біом. На початку 20-го століття вважається вимерлою через руйнування природнього середовища існування містом, що розросталося.

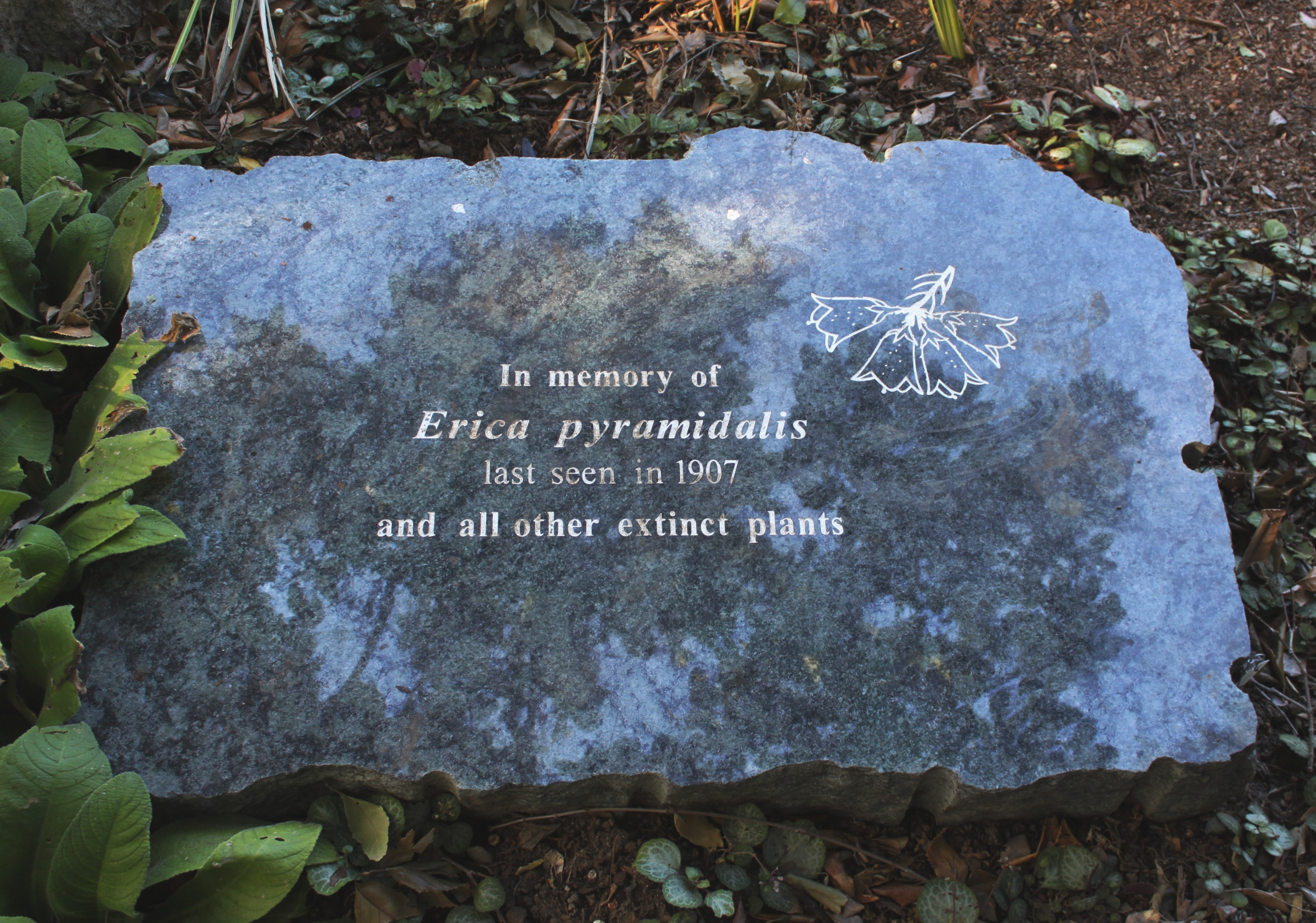
Пам'ятна дошка у Кейптауні